# Confederação Geral do Trabalho (Portugal)
A Confederação Geral do Trabalho (CGT) foi uma confederação de sindicatos portugueses criada no II Congresso Operário Nacional, realizado entre 13 a 15 de Setembro de 1919, em Coimbra. A decisão de criar a CGT foi aprovada, 5 anos antes, no I Congresso Operário Nacional em Tomar (1914), com o intuito de substituir a União Operária Nacional. No Congresso foram elaborados os estatutos da CGT, a criação de um jornal diário (A Batalha) e reafirmados os princípios do sindicalismo revolucionário. Só depois com a adesão à AIT (1922), em resposta à ameaça da ISV, é que a CGT se começaria a afirmar como anarco-sindicalista.
No Congresso de fundação da CGT, em Coimbra, foi eleito Manuel Joaquim de Sousa como Secretário Geral (coadjuvado por Miguel Garcia e José Carvalhal) substituindo o anterior secretário geral da UON, Alexandre Vieira.
A sua sede era situada no antigo palácio dos Castro Marim e Olhão, na Calçada do Combro, onde também operava o jornal A Batalha. 

## Os Congressos

### O Congresso de Coimbra
Entre 13 e 15 de Setembro de 1919, realizou-se o Congresso fundador da Confederação Geral do Trabalho, segundo as decisões que já tinham sido tomadas no Congresso de Tomar (1914). Este Congresso, que contou com vários sindicatos de todo país, representando 80.000 operários, ocorreu durante o apogeu do entusiasmo operário em torno da revolução russa, onde foi apresentada "uma proposta de saudação à Rússia e Hungria revolucionárias, sendo aprovadas por aclamação entre entusiásticos vivas". Todavia, apesar de alguns militantes maximalistas tentarem levar a votação de adesão da CGT à III Internacional, esta não chegaria a ser discutida e votada.
Neste Congresso foram discutidas 4 teses (além de outros trabalhos de diferentes organismos):
1. Confederação (estatutos).
2. Relações Internacionais (Manuel Joaquim de Sousa).
3. Sindicatos Únicos e Sindicatos Misto (de Miguel Correia).
4. Reformas Imediatas (José Carlos Rates).

#### Conselho Confederal
À data da sua fundação, foi também criado um Conselho Confederal, cujo comité foi constituído por: "secretário-geral, Manuel Joaquim de Sousa (Sindicato dos operários do calçado, couros e peles), secretários-adjuntos, Miguel Correia (dos ferroviários) e José Carvalhal (dos marítimos); secretário administrativo, Alfredo Neves Dias (dos gráficos); tesoureiro, Joaquim de Sousa (dos metalúrgicos); vogais, Francisco Viana (metalúrgico, das Uniões dos Sindicatos) e Alfredo Lopes (da Construção Civil)."

### O Congresso de Covilhã
Este congresso foi realizado no dia 1 de Outubro de 1922. O ponto mais importante, que esteve em discussão neste congresso, foi a adesão à Associação Internacional dos Trabalhadores (AIT, Berlim), em vez da adesão à Internacional Sindical Vermelha (ISV, Moscovo).
Algumas das teses discutidas neste congresso:
1. Sindicatos de Indústria (Manuel Joaquim de Sousa).
2. Remodelação Confederal (Joaquim da Silva).
3. Organização Social Sindicalista, Relações Internacionais e Educação (Comissão Organizadora).
4. Propaganda Oral e Escrita (USO de Lisboa).
5. Contabilidade Administrativa (Gil Gonçalves).

O capítulo "Relações Internacionais", que aconselhava à adesão na ISV, foi tema central da discussão. Para apresentar esse ponto falou Perfeito de Carvalho, que tinha ido à Rússia em representação da CGT, mas que voltara próximo das ideias bolchevistas, e em vez de expor o relatório sobre a Rússia, falou apenas em defesa da ISV. Em consequência disso, o Congresso aprova que Perfeito de Carvalho deve apresentar ao Conselho Confederal o seu relatório (o que nunca chegou a acontecer).
Quando chegou a altura da discussão, Fernando de Almeida Marques, em nome da Juventude Sindicalista, discorda da "adesão a Moscóvia, declarando-se fiéis aos princípios sindicalistas revolucionários que sempre defenderam" e que a ISV "revoga toda a característica doutrinária e originaria do Sindicalismo Revolucionário".
No final, os delegados, que representavam cerca de 180.000 trabalhadores, foram favoráveis à adesão na AIT:
| Moções                                                   | Votos a Favor (sindicatos) |
| -------------------------------------------------------- | -------------------------- |
| Pela Associação Internacional dos Trabalhadores (Berlim) | 55                         |
| Pela Internacional Sindical Vermelha (Moscovo)           | 22                         |
| Abstenções                                               | 8                          |
| Ausentes à votação                                       | 57                         |

Devido à abstenção significativa, notada pelos defensores da ISV, já em 1924 (28 de Setembro) seria lançado um novo referendo que confirmaria a anterior adesão no Congresso à AIT:
| Moções                                          | Votos a favor (sindicatos) |
| ----------------------------------------------- | -------------------------- |
| Pela Associação Internacional dos Trabalhadores | 104                        |
| Pela Internacional Sindical Vermelha            | 6                          |
| Ausentes                                        | 5                          |

### O Congresso de Santarém
A 1ª Confederal (4º Nacional), realizou-se entre 23 e 27 de Setembro de 1925. Nesse Congresso a AIT fez-se representar por Armando Borghi e a CNT por dois delegados, Adelino Gonzalez e Segundo Blanco.
Algumas das teses discutidas no congresso:
1. Revisão dos Estatutos Confederais e de A Batalha.
2. Câmaras e Juntas Sindicais (Rozendo José Viana, da CST de Lisboa).
3. Trabalho das Mulheres e menores (Manuel Nunes).
4. Crise Trabalho e Horário; Higiene Industrial; Educação; Emigração e Mão-de-Obra; Condições de Trabalho nas Colónias (Manuel Joaquim de Sousa).

Na sua declaração de princípios a CGT afirma que "o Congresso repele too o compromisso com os partidos políticos, mesmo de esquerda ou avançados, nas suas lutas para a conquista do poder embora que por processos revolucionários, por reconhecer que as ilusórias vantagens democráticas se convertem em cadeias fortes com as quais os indivíduos e os organismos consolidam o Estado e o capital."

## Princípios da CGT

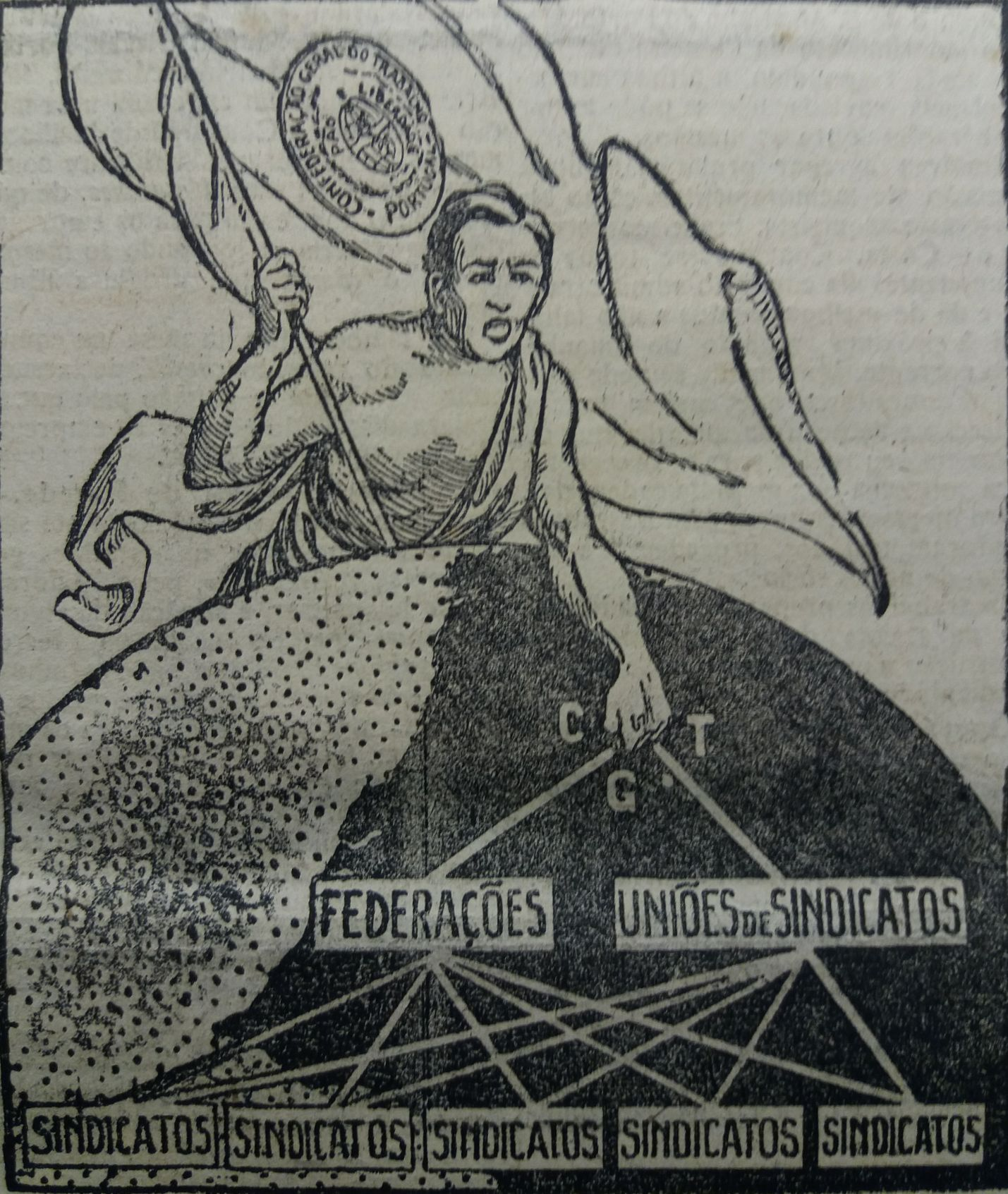
Desenho publicado à data da angariação de fundos para a construção da "Casa dos Trabalhadores"

#### Os princípios e objectivos fundamentais da CGT
- a organização federativa autónoma dos trabalhadores;
- a luta, fora de qualquer escola política ou doutrina religiosa, pela eliminação do sistema do salário e do patronado;
- a colectivização dos instrumentos de produção;
- as relações solidárias com todas as centrais dos trabalhadores do mundo;Folheto referente às torturas da polícia política aos anarquistas.

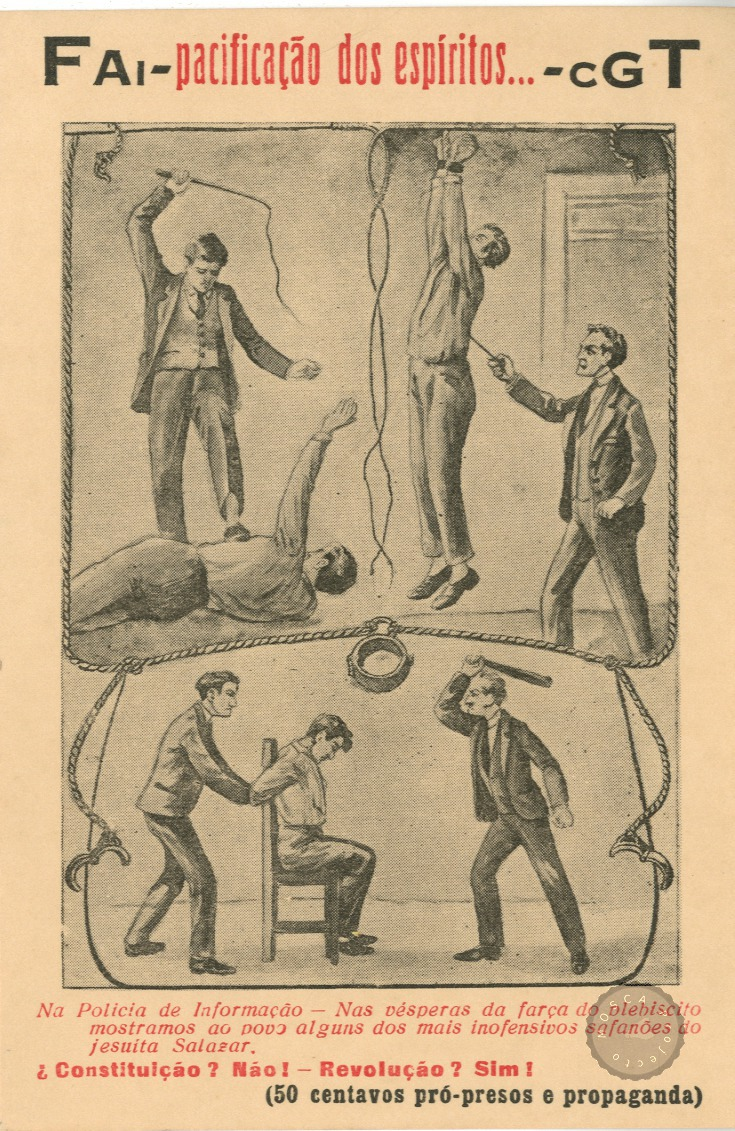
Folheto referente às torturas da polícia política aos anarquistas.

- a eliminação do capitalismo.

## Relação da CGT comA Batalha
A relação da CGT com o seu periódico nem sempre foi a melhor. Segundo o próprio Manuel Joaquim de Sousa, várias das directivas e objectivos decididos pela CGT não eram cumpridos pelo seu diário. Por vezes, os redactores tomavam posições alheias e contrárias àquelas que eram afirmadas em Congresso.
Alguns libertários qualificaram a acção do seu diário de "reformista".

## Secretários-Gerais (até 1933)
- Manuel Joaquim de Sousa
- José Santos Arranha
- Manuel da Silva Campos
- Mário Castelhano